# Poids-de-Fiole
Poids-de-Fiole är en kommun i departementet Jura i regionen Bourgogne-Franche-Comté i östra Frankrike. Kommunen ligger i kantonen Conliège som tillhör arrondissementet Lons-le-Saunier. År 2022 hade Poids-de-Fiole 329 invånare.

## Befolkningsutveckling
Antalet invånare i kommunen Poids-de-Fiole
Referens:INSEE